# Stracathro
Stracathro è un forte romano situato nell'estremità settentrionale del Gask Ridge, nella Caledonia occupata temporaneamente dai Romani fin dai tempi di Giulio Agricola (nell'83).

## Storia
Giulio Agricola nell'83 si spinse nel nord della Caledonia (com'era chiamata la Scozia dai Romani) e vi creò alcuni forti e accampamenti allo scopo di conquistare tutta la Britannia. Queste fortificazioni arrivavano fino al forte di Cawdor, vicino Inverness, e servirono per la vittoria romana nella battaglia del Monte Graupio, ma furono abbandonate all'improvviso pochi anni dopo il ritiro di Agricola dalla Britannia romana.
Uno dei principali forti fu quello di Stracathro, che occupava circa 6 ettari. Si trovava a metà strada tra la grande fortezza legionaria di Inchtuthill e il piccolo porto di Devana, un probabile insediamento di Romano-Britannici sulla costa orientale della Scozia settentrionale. Il forte, che era collegato strettamente a quello legionario di Inchtuthil, fu abbandonato intorno al 90/92, quando le legioni romane ripiegarono a sud del Moray Firth.
Fu riscoperto nel 1957, grazie a fotografie aeree, e nella sua area sono state ritrovate alcune monete con reperti dell'epoca flavia.

## Caratteristiche
( Forte di Stracathro , su canmore.rcahms.gov.uk.)
Il forte aveva delle torri difensive ed era protetto da diversi fossati. All'interno sono state trovate fondamenta di costruzioni, probabilmente di tipo amministrativo. Vi alloggiarono due coorti legionarie e delle unità ausiliarie. Si trovava alla distanza di un giorno di marcia a sud dell'accampamento di Raedykes.

## Accampamento di marcia
Vicino al forte di Stracathro è stato rinvenuto tra il 1955 e il 1958) un accampamento da marcia romano, di circa 15 ettari. Questo accampamento, forse creato ai tempi di Antonino Pio, sembra essere successivo allo smantellamento ed abbandono del forte. Invece l'accademico St. Joseph ritiene che l'accampamento sia stato fatto da Agricola e preceda il forte omonimo; lo studioso afferma che il tipo di porta difensiva ritrovato in questo accampamento è lo stesso che si ritrova in Scozia a Dalswinton, Castledykes, Menteith, Dalginross, Ythan Wells, Auchinhove e Inverquharity, e per lo ha battezzato «Porta di tipo Stracathro».